# Estación Necochea
Necochea era una estación ferroviaria ubicada en la localidad del mismo nombre, Partido de Necochea, Provincia de Buenos Aires, Argentina.

## Servicios
La estación formaba parte del ramal que une la ciudad de Ayacucho con Necochea. Se clausuró y cortó el servicio con estación Quequén (una anterior) y el resto del ramal, por el mal estado del puente sobre el Río Quequén el 16 de diciembre de 1968. Desde entonces, Necochea no tiene servicios ferroviarios. Su localidad vecina, Quequén, prestó servicios de pasajeros hasta el 2 de marzo de 1998.
En 1983 la Escuela Municipal de Artes de la ciudad se trasladó al edificio de la estación, donde funciona desde entonces.